# 氣志團
氣志團（きしだん）は、日本のロックバンド。所属レコードレーベルは影別苦須 虎津苦須 (avex trax)。所属事務所はソニー・ミュージックアーティスツ
自らのロックをパンク・ロックとヤンキーの融合「ヤンク・ロック」と提唱し、1980年代の不良を髣髴とさせるリーゼント&学ラン姿でインストバンドとして活動を開始した。

## メンバー
- 綾小路 翔（翔やん）：ROSE & TEARS、VOCAL、DRAGON VOICE、MC & GUITAR ：イメージカラー   赤
  - 氣志團の團長。キャッチフレーズは「房総の狂犬」（4月26日生まれ- B型）千葉県君津市出身。永遠の16歳。184cm、59kg。両親は岩手県遠野市出身で、父は三菱重工業サッカー部に所属した元サッカー選手[3]。DJ OZMAと同一人物[4]。
    - 影響を受けたアーティストに、BOØWY、COMPLEX、筋肉少女帯、岡村靖幸、COBRA、浜田省吾、eastern youth、NEW ROTE'KA、JUN SKY WALKER(S)、THE BLUE HEARTS、THE YELLOW MONKEY、BUCK-TICK、THE WILLARD、ヒルビリー・バップス、CORNELIUS、光GENJI、男闘呼組、BLANKEY JET CITYなどを挙げる。
    - 吉川晃司をアニキと呼び「自分の生き方に多大な影響を与えてくれたヒーロー」とリスペクト。2014年、吉川のバースデーライブに乗り込み出演を直談判し、吉川の「氣志團万博2014」への出演が決まった[5][6]。
    - 元プロ野球選手・監督の与田剛は中学校の先輩に当たる[7]。
    - 使用楽器：Fender JAZZMASTER '68(改）、Martin（w/L.R.Baggs）、GRETSCH 6119 Chet Atkins Tennessean、Gibson SG、Ovation 等。
- 早乙女 光（ヒカル）：DANCE & SCREAM ：イメージカラー   青
  - キャッチフレーズは「森の堅者」（1月24日生まれ- A型） 千葉県富津市出身。精神年齢4歳。四角い。
  - GIGでは主に綾小路の隣でダンスやコーラスを行う。
  - 歌以外では日本語を喋らず、謎の言語（通称ヒカル語）を喋る。綾小路曰く、「中学の修学旅行で大好きな布袋寅泰のTシャツを購入したが、よく見たらHOTEIでなくHOTELであった。その時のショックから話せなくなってしまった。」とのこと。テレビ・ラジオ番組では紙にイラストを描き、それでコミュニケーションをすることが多い。
  - 結成当時はベースを担当。
  - 運動神経が高く、GIGではダンス以外にバク転や殺陣などの立ち回りや、トランペット、タンバリン、銅鑼、ハーモニカなど、様々な楽器の演奏も行う。
  - 影響を受けたアーティストに、氷室京介、BARBEE BOYS、ニューロティカ、UNICORN、MAD3、SPUNKY BOYS、浜田省吾、MAX、Bye For Nowなどを挙げる。
  - 好きな食べ物は餅、ピザ、鮭とば、おこわ、赤飯。
- 西園寺 瞳（トミー）GUITAR ：イメージカラー   紫
  - キャッチフレーズは「多摩の大巨人」（10月23日生まれ- B型） 東京都多摩市出身。Tokyo二十歳前（18歳）
  - 209cm（リーゼント含む）、72kg。1998年末に加入。加入当初は「ORISON」というバンドのベーシストでもあったため、掛け持ちで活動していた。
  - 早稲田高等学院から早稲田大学に進学後、中退している。
  - ニューロティカの元メンバー。ニューロティカ本人も公認である。
  - 影響を受けたアーティストに、セックス・ピストルズ、AC/DC、ビートルズ、ピンク・フロイド、ガンズ・アンド・ローゼズ、ザ・クラッシュ、ローリング・ストーンズ、ラモーンズなどを挙げる。
  - 5枚目のアルバム「SIX SENCES」にて結成されたバンド「Tommy&The Bonjaskys」ではギター&ボーカルを務め、2008年11月5日にミニ・アルバム「We are The Bonjaskys!」をリリースする。
  - 中日ドラゴンズのファンである[7]。
  - 使用楽器：Gibson Les Paul Standard ’89（改）、Fender Telecaster
- 星グランマニエ（ランマ）：GUITAR ：イメージカラー   橙
  - キャッチフレーズは「薩摩隼人は泣きの竜」（3月1日生まれ- A型） 鹿児島県鹿児島市出身。涙のフィフティーン。187cm、56kg。1999年1月加入。加入前は白鳥松竹梅と共に「ホイットマン」というバンドで活動していた。
  - 卓越したメロディセンスの持ち主であり、独創的でメロディアスな曲が多く、自身がボーカルを務める曲も存在する。（オールナイトロング、ロックバンドなど）
  - 影響を受けたアーティストに、レディオヘッド、オアシス、エクストリーム、イエス、NOFX、カーネーション、UNICORN、森高千里などを挙げる。
  - スタジオジブリ作品の大ファンであり、家には数多くのDVDやぬいぐるみなどのグッズがある。
  - 幼い頃の夢は探偵。
  - ジャッキーとドラゴンという2羽の鶏を飼っていた。
  - 使用楽器：Fender Telecaster、Gibson ES-335 ’68、Gibson Les Paul Deluxe、Fender Stratocaster ’70、Gibson SG '70、K.Yairi Standard Seriese 等。
- 白鳥松竹梅（マツ）：BASS GUITAR ：イメージカラー   緑
  - キャッチフレーズは「はちみつ大好きこぐまちゃん」（3月17日生まれ- A型） 鹿児島県鹿児島市出身。怒れる15歳。1999年1月加入。加入前は星グランマニエと共に「ホイットマン」というバンドで活動していた。178cm、66kg。
  - 影響を受けたアーティストにレッド・ホット・チリ・ペッパーズ、スティーヴ・ライヒ、ジョン・フルシアンテ、長渕剛、聖飢魔II、UNICORN、エイフェックス・ツインなどを挙げる。
  - 演奏中のプレイスタイルはあまり動かず、ほとんどが指弾きがである。これは崇拝する聖飢魔IIのベーシスト、ゼノン石川の影響だと語っている。
  - 2013年10月にモデルの沖樹莉亜と結婚。2014年6月に長女[8]、2017年4月に長男[9]、2020年4月に次女が生まれる。
  - 自身が作詞作曲、ボーカルを務める楽曲「うすぴた」は、2012年2月に行われたスペシャルGIG「ザ・氣志團ベストテン/ザ・氣志團ワーストテン」で、ファン投票による「最もどうでもいい曲」ワーストテンで一位となり、演奏された。ちなみに「最も好きな曲」ベストテンの一位は「鉄のハート」だった。
  - 使用楽器：Fender Jazz Bass '60、Fender Jazz Bass（改）
- 白鳥雪之丞（ユッキ）：DRUMS & DRUNK ：イメージカラー   黄
  - キャッチフレーズは「美しき野獣（のけもの）」（5月24日生まれ- A型） 千葉県君津市出身。トキメキ16歳。183cm、57kg。綾小路 翔は「（雪之丞とは）中1からの同級生」であることを自身のTwitterで語っている。2013年2月9日より職業性ジストニアのため一時活動休止していたが、2014年3月12日に更なる治療専念のため、一切のバンド活動を休むことになり"無期限休学"が公式ウェブサイトで発表された[10]。2014年3月30日の無期限休学記念GIGをもって活動を休止し、今もなお休学中である。2013年末より自身がプロデュースするファッションブランド「Tears of Swan」を開始。2017年1月に東京都目黒区に「Tears of Swan atelier shop」をオープンする。同年8月15日より合同会社「LIMITED COMPANY-FAB'76」を設立する。
  - 影響を受けたアーティストにeastern youth、LAUGHIN' NOSE、BOØWY、Hi-STANDARD、メタリカ、グリーン・デイ、ビョークなどを挙げる。
  - インディーズ時代はスキンヘッドに髪を右卍マークにしていたが、メジャー・デビュー後は矢印マーク（通称アローヘッド）にした。

### サポートメンバー
- 叶 亜樹良（アキラ）：DRUMS：イメージカラー   白
  - キャッチフレーズは「戦慄のツーバスサイボーグ」（7月18日生まれ） 白鳥雪之丞の“無期限休学”により、2012年6月16日静岡・浜松窓枠公演よりサポートドラマーとして参加。ロックバンド「MYTHIC」のドラマーとしても活動。

### 元メンバー
- 毒蝮愛（ラブちゃん）：GUITAR：イメージカラー   桃
  - 結成当時の初代ギタリスト。142cm、80kgと推測される。1998年脱退。脱退後は「蝮のアヴァンギャルド」「祝い組」「lastwaltz」「ラヴショッカーズ」などのバンドで活動する。

## 略歴
（以下の経歴は、本人らによるいわゆる自称、および史実に伴う事実の双方を含む。また、用語も当該バンドによる用語が使用されている場合がある。）
「木更津の不良界にカリスマ的存在として君臨した、「スーパースターヤンキー」綾小路“セロニアス”翔によって1997年に結成された。」とされている。しかし、綾小路は隣市である君津市の出身で、小中は地元君津市の学校に通い、高校はさらに南方の富津市内の学校に通っていたため、実際には木更津市にはあまり所縁がない。
- 1997年4月10日、綾小路翔、毒蝮愛、早乙女光、白鳥雪之丞の四人で氣志團結成。当時はインストゥルメンタル・バンドであった。結成期間前にわずかな期間だけ活動した、カオティック・カラオケーション、ファブ76という幻のバンドも存在する。
- 1998年1月に毒蝮愛がモスバーガーにて脱退、後任ギタリストとして同年末に西園寺瞳が、1999年1月には星グランマニエと白鳥松竹梅が加入する。

「大胆かつハレンチに、Vのベルトはバレンチノ!!」を合言葉にライブハウスでGIGを展開する。
- 2000年10月には1stミニ・アルバム『房総与太郎璐薫狼琉』をTINSTARからリリースした[注 1]。
- 2001年6月22日には「One Night Carnival」をリリース（TINSTARより）。同年7月1日には、渋谷ON AIR WESTにてワンマン・ギグ『氣志團現象〜ハイウェイに乗る前に〜』を決行。入りきれない関係者からクレームを受ける程となった。その人気を知った業界各社からオファーが殺到する中、東芝EMI社と契約。
- 2002年、テレビドラマ『木更津キャッツアイ』に出演。このドラマで氣志團の知名度がさらに向上した。その翌年には同ドラマが映画化され、その映画内では氣志團が木更津で野外ライブを行った。
- 2002年3月7日、NHKの『トップランナー』に出演。
- 2002年3月30日、代々木公園野外ステージにてフリーGIG『3.30原宿暴動』を敢行。2万人の集客を得る。
- 2003年2月7日、『筑紫哲也 NEWS23』の「金曜深夜便」に出演。筑紫哲也を木更津に招待し思い出の地を回った。このとき初めて『氣志團万博』の計画を明かしている。
- 2003年8月30日に、ロックフェスティバル『氣志團万博』を開催し、4万人を集客した。前座はGLAYが務めた。
- 2004年1月3日・4日に、日本武道館でGIGを敢行。その後、アメリカで行われたSXSWに出演した。
- 2004年7月24日・25日は国立代々木競技場第一体育館でGIGをし、この模様はNHK-BS2でも放送された。
- 2004年11月25日にはベストアルバム発売、同日・綾小路 翔プロデュースの微熱DANJIが氣志團の楽曲「甘い眩暈」でデビュー。
- 2004年11月27日、一連の氣志團現象を総括する氣志團現象最終章のツアーファイナルは、当初幕張メッセと発表していた会場を変更し東京ドームでGIGを敢行。年末には初となる『第55回NHK紅白歌合戦』にも出場した。
- 2005年12月 - 2006年4月 初のロングツアー「氣志團學園〜愛羅武勇からはじめよう〜」を開催。一公演の公演時間が4時間を超える長丁場のツアーであった。
- 2005年12月31日、2回目の『紅白歌合戦』出演。曲目は昨年と同じ「One Night Carnival」（スキウタで選ばれたため）。フルメンバーとしては初の紅白出場となる。
- 2006年8月26日・27日の2日間、極東NEVER LAND（通常は富士急ハイランドと呼ばれている）にて『KISHIDAN 10th ANNIVERSARY SPECIAL氣志團万博2006“極東NEVER LAND”』を開催。これで全都道府県を制覇。そしてこの日をもって一時活動を休止。
- 2009年1月27日、EMIミュージック・ジャパンから影別苦須 虎津苦須 (avex trax) に移籍[11]し、活動を再開することを発表。
- 2009年4月25日・26日、2年7か月ぶりの武道館でのGIG開催。各日1万2千人を動員。
- 2009年5月、初のオフィシャルファンクラブ『私立戸塚水産高校』を設立。
- 2009年7月4日 - 8月9日、約3年ぶりとなる全国ツアー 氣志團現象2009 MIDSUMMER CARAVAN TOUR 『ON THE STREET』を開催。
- 2010年9月17日 - 2011年1月3日、約5年ぶりとなるホールGIGツアー『氣志團現象2010 A/W ロックンロール・グラフィティ』を開催。
- 2011年5月9日 - 12月21日、メジャー・デビュー10周年を記念して"THE対バンスタイル"シリーズGIG『極東ロックンロール・ハイスクール』を開催。パンクロック、アイドル、ヴィジュアル系など、様々なアーティストと対バンを計30本行い、30本目には綾小路がDJ OZMAとして、1人2役で対バンを行い、ツアーを締めくくった。
- 2011年12月7日、EMIミュージックジャパン在籍時代の代表曲を収録したベスト・アルバム「蔑衆斗 呼麗苦衝音」を発売。
- 2012年5月8日 - 7月28日、「氣志團現象2012 激的バーニングライブハウスツアー 『STANDING NIPPON!! 〜爆音列島最前線〜』」を開催。
- 2012年6月9日、ツアー中の鹿児島公演にてドラマーの白鳥が左手の筋肉の一部が切れる不全断裂を発症。完治に向けた長期療養のためライブ活動を休止することとなる。のちに職業性ジストニアと発表される。
- 2012年9月16日・17日の2日間、千葉県は袖ヶ浦海浜公園にて、氣志團万博2012 『房総ロックンロール・オリンピック』を開催。以前の氣志團万博は野外での氣志團のみの大型GIGだったが、本年開催以降から他のアーティストが多く出演する対バン2ステージ形式となる。2日間で4万人を動員する。
- 2013年2月9日、白鳥雪之丞の休学が発表される。ジストニア発症後治療に専念してきたが、根治の目処が立たない状況であることから、本人の意志を尊重してとのこと。
- 2013年3月1日 - 5月26日、「氣志團現象2013 THE WEEKEND GIG TOUR『週末の戦士達 〜怒りのウィークエンダー〜』」を開催。追加公演として、5月30日、中野サンプラザにて、『週末の戦士達 〜怒りのウィークエンダー〜 番外編 "花の木曜日"』、7月7日 - 7月21日 『週末の戦士達 外伝 〜追憶のウィークエンダー〜』を開催。
- 2013年8月25日、「One Night Carnival FES」
- 2013年9月14日・15日の2日間、氣志團万博2013 『房総爆音梁山泊』を開催。2日間で4万3千人を動員する。
- 2014年3月17日 - 8月11日、3年ぶりに対バンスタイルシリーズGIG 氣志團現象2014『極東ロックンロール・ハイスクール 第弍章』を開催。対バンGIGを16本行う。
- 2014年3月30日、「オフィス男闘呼塾エンターテインメントPresents 白鳥雪之丞 無期限休学記念GIG『氣志團大パニック!! 〜白鳥（雪）、氣志團やめるってよ〜』」を開催。このライブをもって白鳥雪之丞が“無期休学”に入る。
- 2014年9月13日 - 15日の3日間、氣志團万博2014 『〜房総大パニック！超激突!!〜』を開催。3日間で6万人を動員する。
- 2015年1月10日 - 5月15日、「氣志團現象2015 日本全國HALL GIG TOUR『週末大パニック! 超激突!!』を開催。
- 2015年9月19日・20日の2日間、氣志團万博2015 『〜房総!抗争!天下無双!妄想!狂騒!大暴走!〜』を開催。
- 2016年2月11日 - 7月16日、ロングツアー「氣志團メイジャー・デビュー15周年記念興行 ツッパリHigh School Musical『氣志團學園Ⅱ 〜拳の中のロックンロール〜』」を開催。およそ11年ぶり、2回目の「氣志團學園」名目のツアーとなる。
- 2016年9月17日・18日の2日間、氣志團万博2016 『〜房総ロックンロール・チャンピオン・カーニバル〜』を開催。
- 2017年1月8日、結成20周年を記念してパシフィコ横浜にて『氣志團結成二十周年記念公演 成人式~YOKOHAMA二十才ごえ~』を開催。ダブルアンコールでは「初代氣志團」としてギターボーカル綾小路翔、ベーシストとしてDANCE&SCREAMの早乙女光、ドラムに無期限休学中の白鳥雪之丞、ギターに元メンバーの毒蝮愛が登場し、「RUN★BAKURATEN★RUN」を演奏し、観客が驚きの喚声を上げた。
- 2017年4月15日・16日、千葉県幕張メッセ展示場9～11ホールにて対戦型ライブイベント「THE GREAT ROCK'N'ROLL SEKIGAHARA 2017」を開催。このイベントは「フェスとフェスとの交流戦」をテーマに、初日は「VAMPARK」、「HALLOWEEN PARTY」を主催するVAMPSと共同で『氣志團万博vsVAMPARK FEST』を行い、2日目は「京都大作戦」を主催する10-FEETと共同で『万博大作戦日本シリーズ』を開催。
- 2017年12月31日、親交の深いももいろクローバーZが主宰する『第1回ももいろ歌合戦』に出場（翌年以降も同様）。
- 2019年12月、綾小路翔がみうらじゅん賞を受賞。
- 2021年、"ドラゴンズステーション東海ラジオ ガッツナイター応援団"に就任。「ヘイ！ブラザー」を応援曲として提供する[7]。
- 2022年11月11日、綾小路翔の喉の不調を理由として、2023年1月3日のバンド結成25周年を記念した日本武道館でのライブをもって、当面ライブ活動を休止することを発表した[12]。
- 2023年5月17日配信シングル「MY SWEET ALIEN」をリリース。映画「宇宙人のあいつ」の主題歌。
- 2023年9月13日の「綾小路翔come back special GIG 赤狼煙」公演にて復帰した。氣志團としての活動再開。
- 2023年10月9日（月・祝）One Night Festival 天挑五歌仙大演會を有明アリーナにて開催。
- 2023年11月15日（水）「THE FIRST TAKE」に出演。「One Night Carnival」を演奏した。この日は「THE FIRST TAKE」の4周年記念日である。
- 2024年３月26日、NHK総合・岩手県域「おばんですいわて」に綾小路翔が出演。2006年以来、約18年振りにNHKに出演した。
- 2024年11月9日（土）、11月10日（日）場所を袖ヶ浦海浜公園から幕張メッセ国際展示場9-11ホールへ移し「シン・氣志團万博」を開催。2日間で約2万8000人を動員する。
- 2025年4月16日（水）Zepp Osaka Baysideにて関西氣志團万博2025～やっさい様もっさい様ときせん様～を開催。出演は氣志團、超ときめき♡宣伝部、岡崎体育の３組。MCには茂木淳一と林祐衣が出演した。
- 2025年４月25日（金）伊藤英明主演のDMM TVドラマ「ドンケツ」の主題歌を担当する。楽曲は「汚れなきクソ野郎ども」で2年４ヶ月ぶりの新曲である。

## ツアー（GIG）※氣志團万博についても記述
この項目では主に、氣志團主催の氣志團万博や単独でのGIG、ツアー等について記述する

### 2001年
- 2001年6月、初ワンマンGIG「氣志團現象～ハイウェイに乗る前に～」＠渋谷ON AIR WESTにて開催。
- 2001年11月～12月、「氣志團現象Ⅱ日本全国ボンタン狩りツアー2001」全国5ヶ所5公演を行う。

### 2002年
- 2002年3月、03.30原宿暴動＠代々木公園野外ステージ（ワンマン・フリーGIG）敢行。20,000人動員。
- 2002年5月、GIGツアー「氣志團現象Ⅲ～俺達の七日間戦争～」全国7ヶ所7公演を行う。
- 2002年10月～11月、GIGツアー「氣志團現象Ⅳ完結篇～房総与太郎行進曲～」全国38ヶ所39公演を行う。（同時に学園祭ツアー（炎の転校生）を6ヶ所で行う。

### 2003年
- 2003年4月～7月、初のホールGIGツアー「もっと！氣志團現象～夢見る頃を過ぎても～」全国41ヶ所48公演を行う。
- 2003年8月地域密着型野外ロックフェスティバル「氣志團万博2003 木更津グローバルコミュニケーション Born in the toki no K-city」を木更津市/かずさクローバーパークにて開催。40,000人を動員する。
- 2003年11月～2004年1月、ホールGIGツアー「もっと！氣志團現象リターンズ～G線上のメリークリスマス～」全国10ヶ所20公演を行う。

### 2004年
- 2004年1月、ツアー「もっと！氣志團現象リターンズ～G線上のメリークリスマス～」のツアーファイナルを日本武道館にて2days行う。
- 2004年2月、SXSW(サウスバイサウスウェスト)2004出演・アメリカ/テキサス州・オースティンにてGIGを行う。
- 2004年5月～7月、ホールGIGツアー「氣志團現象TOUR'04 spring-summer collection 氣志團列島 - Japanolomania」全国33ヶ所35公演を行う。

　ツアーファイナルは、国立代々木競技場第一体育館2days。（NHK（BS2）でも放映。）
- 2004年7月、「氣志團列島 増刊号 ～大きなデイゴの木の下で～」＠那覇/ダンスクラブ松下で行う。
- 2004年10月～11月、アリーナGIGツアー「氣志團現象最終章～THE LAST SONG～」全国10ヶ所11公演。星グランマニエが負傷の為、11/20～21大阪城ホール、11/23名古屋レインボーホール公演をキャンセルした。しかし、東京ドーム公演は決行。 東京ドームにてGIG（氣志團現象最終章～THE LAST SONG～）、45,000人を動員。

### 2005年
- 2005年1月、「氣志團現象最終章～THE LAST SONG～」の延期公演を名古屋レインボーホール、大阪城ホールにて2daysを行う。
- 2005年7月～8月、LIVE HOUSE TOUR 2005"夜祭猛祭" GIG OF 「YASSAI MOSSAI」全国6大都市12公演を行う。
- 2005年8月、台湾の台北で行われるロックフェスティバル「FORMOZ FESTIVAL 2005」に出演。
- 2005年9月、LIVE HOUSE TOUR 2005"夜祭猛祭" GIG OF 「YASSAI MOSSAI」のツアーファイナルを幕張メッセにて行う。
- 2005年12月～、HALL GIG TOUR 2005→2006　「氣志團學園～愛羅武勇からはじめよう～」全国47都市49公演を行う。

### 2006年
- 2006年8月、氣志團万博2006「極東NEVERLAND」を富士急ハイランドにて2days開催。40,000人を動員する。

### 2007年
- 2007年4月、ツアー「氣志團四天王presents 春のぽっかぽっかツアー2007」を開催する。

### 2009年
- 2009年4月25-26日、氣志團現象2009 GIG AT THE BUDOKAN「鼓動」を日本武道館にて2days開催する。
- 2009年7月～8月、ライブハウスGIGツアー「氣志團現象2009 MIDSUMMER CARAVAN TOUR 『ON THE STREET』」7都市12公演を行う。

### 2010年
- 2010年9月～12月 「KISHIDAN HALL GIG TOUR 氣志團現象2010 A/W ロックンロール・グラフィティ」全国15か所17公演を行う。

### 2011年
- 2011年1月2日-3日、「KISHIDAN HALL GIG TOUR 氣志團現象2010 A/W ロックンロール・グラフィティ」追加公演をさいたまスーパーアリーナにて行う。
- 2011年5月～12月、THE 対バン・対マンシリーズGIG「極東ロックンロール・ハイスクール」を30公演行う。（詳細は極東ロックンロール・ハイスクールの項目を参照）
- 2011年6月～8月、ライブハウスGIGツアー「氣志團現象2011 極東ロックンロール・プリスクール～6CITIES FOR JAPANESE BABIES～」全国6都市9公演を行う。

### 2012年
- 2012年1月、「MY WAY」購入者限定GIGイベント「ザ・氣志團ベストテン」「ザ・氣志團ワーストテン」を千葉LOOKにて行う。
- 2012年2月、氣志團結成15周年特別GIG「A yankee in the N.H.K　～HERE'S THE SiX PiSTOLS～」をNHKホールにて行う。
- 2012年3月、氣志團結成15周年特別GIG「1/6LONELY NIGHT」をZepp Tokyoにて行う。
- 2012年4月26日、氣志團結成15周年特別記念GIG「BOY'S COLOR」を横浜BLITZにて行う。
- 2012年5月～7月、氣志團現象2012 激的バーニングライブハウスツアー「STANDING NIPPON!! 〜爆音列島最前線〜」を全国28都市29公演行う。
- 2012年9月16日-17日、氣志團万博2012 千葉県・袖ケ浦海浜公園にて2days開催する。2日間で4万人を動員する。

### 2013年
- 2013年3月～5月、氣志團現象2013 THE WEEKEND GIG TOUR「週末の戦士達 〜怒りのウィークエンダー〜」を全国18都市19公演行う。5月30日、追加公演を中野サンプラザで行う。「週末の戦士達 〜怒りのウィークエンダー〜 番外編 "花の木曜日"」
- 2013年7月、氣志團現象2013 THE WEEKEND GIG TOUR「週末の戦士達 外伝 〜追憶のウィークエンダー〜」を全国6都市6公演行う。
- 2013年9月14日-15日、氣志團万博2013 「房総爆音梁山泊」を千葉県・袖ケ浦海浜公園にて開催する。2日間で4万4千人を動員する。

### 2014年
- 「氣志團大パニック!! ～綾小路 翔殺人事件～」を東京・大阪・名古屋の3会場にて開催 する。全4公演を行う。
- 2014年3月30日、白鳥雪之丞 無期限休学記念GIG「氣志團大パニック!! ～白鳥（雪）、氣志團やめるってよ～」公演をZeppTokyoにて行う。この日をもって白鳥雪之丞が無期限休学
- 2014年3月～8月、氣志團現象2014「極東ロックンロール・ハイスクール 第弍章」を開催。16公演行う。
- 2014年4月26日、氣志團結成17周年＆綾小路 翔生誕日特別記念GIG「愛 羅 武 勇」を東京SHIBUYA-AXにて行う。
- 2014年9月13日-15日、氣志團万博2014 「〜房総大パニック！超激突!!〜」を千葉県・袖ケ浦海浜公園にて開催する。3日間で6万人を動員した。

### 2015年
- 2015年1月～5月、氣志團現象2015　日本全國HALL GIG TOUR「週末大パニック！超激突!!」を開催。全国34都市36公演を行う。
- 2015年9月19日-20日、氣志團万博2015「～房総！抗争！天下無双！妄想！狂騒！大暴走！～」を千葉県・袖ケ浦海浜公園にて行う。

### 2016年
- 2016年2月～7月、氣志團メイジャー・デビュー15周年記念興行 ツッパリHigh School Musical 「氣志團學園Ⅱ ～拳の中のロックンロール～」を開催。追加公演を含めて36公演行う。
- 2016年9月17日-18日、氣志團万博2016 「～房総ロックンロール・チャンピオン・カーニバル～ Presented by シミズオクト」を千葉県袖ヶ浦海浜公園にて2日間開催。
- 2016年11月、氣志團みちのく六人旅「東北与太郎六県狼琉 ～おらだづの七日間戦争～」を開催。

### 2017年
- 2017年1月8日、「氣志團結成二十周年記念公演 成人式 ～YOKOHAMA20才ごえ～」をパシフィコ横浜にて開催。
- 2017年9月16日-17日、「氣志團万博2017 ～房総与太郎爆音マシマシ、ロックンロールチョモランマ～」を千葉県袖ヶ浦海浜公園にて2日間開催。
- 2017年11月～2018年2月、結成20周年記念ツアー「リーゼント魂」15公演開催する。中野サンプラザで追加公演をする。16公演を行う。

### 2018年
- 2018年2月～8月、氣志團結成21周年御礼参りツアー「あいにいく I・NEED・YOU! おあいにく I・LOVE・YOU!」を25公演行う。
- 2018年9月15日-16日、「氣志團万博2018 ～房総爆音爆勝宣言～」を千葉袖ヶ浦海浜公園にて2日間開催。
- 2018年10月23日、氣志團團員生誕記念GIGシリーズ「一日團長」第一弾～西園寺瞳～編を新宿ReNYにて開催。

### 2019年
- 2019年1月24日、氣志團團員生誕記念GIGシリーズ「一日團長」第ニ弾～早乙女 光～編をマイナビBLITZ赤坂にて開催。
- 2019年3月1日、氣志團團員生誕記念GIGシリーズ「一日團長」第三弾 ～星グランマニエ～編をTSUTAYA O-EASTにて開催。
- 2019年3月～6月、氣志團現象V「暴走元年 ～今日から俺たちは!!～」を26公演行う。約17年ぶりの氣志團現象シリーズである。（ナンバリングから計算）
- 2019年4月9日、氣志團團員生誕記念GIGシリーズ 「一日團長」 第四弾 ～白鳥松竹梅～編をマイナビBLITZ赤坂にて開催。
- 2019年9月14日-15日、氣志團万博2019 ～房総ロックンロール最高びんびん物語～を千葉県袖ヶ浦海浜公園にて2日間開催。

### 2020年
＜コロナによる緊急事態宣言で開催中止＞
- 2020年4月26日、氣志團現象2020 幻のワンマンGIG
- 2020年7月8日～「氣志團現象2020 再生」幻のGIGツアー　全19公演を予定していた。

- 2020年9月26日、氣志團万博2020 ～家でYEAH!!～を開催。（オンラインライブ）

### 2021年
- 2021年3月～8月、氣志團メイジャーデビュー20周年記念 センチメンタルライブハウスツアー「緊急密会宣言」を30か所60公演行う。（1部2部制）
- 2021年10月31日、ROMANTIC 1031 ～トミーの日～ 第一部「Vive le Yank Rock Disco "NAKED"」、ROMANTIC 1031 ～トミーの日～ 第二部「Vive le Yank Rock Disco "SUPREME"」を豊洲PITにて開催。

### 2022年
- 2022年1月～6月、THE TAIMAN ～極東ロックンロール・ハイスクール 第参章～を12公演開催。1月30日、1月31日、2月4日、2月5日、2月12日の公演は中止。
- 2022年9月17日‐19日、氣志團万博2022 ～房総魂～を千葉県袖ヶ浦海浜公園にて3日間開催。

### 2023年
- 2023年1月3日、結成25周年記念「THE GIGS」を14年ぶりとなる日本武道館にて開催。
- 2023年3月24日、氣志團オフィシャルファンクラブ「私立戸塚水産高校」会員限定ワンマンGIG "THE TAIMAN 特別番外編" 『トミー vs ランマ ～星と瞳のシルエット～』をCLUB CITTA'川崎にて開催。
- 2023年4月～5月、男闘呼塾NiTEを3都市3公演開催。東名阪（EX THEATER ROPPONGI,名古屋CLUB QUATTRO,GORILLA HALL OSAKA）
- 2023年7月～8月、氣志團現象2023「氣志團-Season2.5- First&Last Tour ハロー・グッバイ」を5か所で開催する。
- 2023年9月13日、氣志團現象2023 綾小路 翔カムバックスペシャル「赤狼煙～AKANOROSHI～」をLINE CUBE SHIBUYAにて開催する。
- 2023年の氣志團万博は開催中止
- 10月９日（月・祝）に氣志團万博のスピンオフイベント「One Night Festival ～天挑五歌仙大演會～」を有明アリーナにて開催。出演アーティストに氣志團、ゴールデンボンバー、ももいろクローバーZ、湘南乃風、HYDEと氣志團万博ではおなじみのアーティストが出演。ウェルカムアクトとして超ときめき♡宣伝部が出演した。
- 2023年10月18日（水）～12月１日（金）、氣志團現象2023 氣志團-season2.9-全國ライブハウスツアー「氣志解声」を全国11ヶ所14公演行った。

→10月18日（水）香川 高松festhalle　10月20日（金）広島 HIROSHIMA CLUB QUATTRO　10月21日（土）山口 周南RISING HALL　10月23日（月）大阪 なんばHatch（トミーの誕生日会を行う）　11月6日（月）北海道 函館Club COCOA　11月8日（水）北海道 札幌PENNY LANE24　11月9日（木）北海道 旭川CASINO DRIVE　11月11日（土）北海道 帯広MEGA STONE　11月20日（月）宮城 仙台Rensa　11月22日（水）新潟 NIGATA LOTS　11月26日（日）高知 高知CARAVAN SARY　11月27日（月）岡山 CRAZYMAMA KINGDOM　11月30日（木）福岡 福岡DRUM Be-1　12月1日（金）鹿児島 鹿児島CAPARVO HALL
- 2023年12月22日（金）～2024年3月14日（木）、氣志團-Season3-「推しの子分 転生したら氣志團だった件」を開催。全国13カ所15公演を行った。

→12月22日（金）神奈川　横須賀芸術劇場 大劇場

### 2024年
1月6日（土）埼玉県　さいたま市文化センター　1月12日（金）広島県　アステールプラザ大ホール　1月14日（日）福岡県　キャナルシティ劇場　1月19日（金）東京都　かつしかシンフォニーヒルズ モーツァルトホール　1月24日（水）神奈川県　相模女子大学グリーンホール（光ちゃんの誕生日会を行う）　1月27日（土）宮崎県　西都市民会館　2月2日（金）愛知県　名古屋市公会堂　2月4日（日）京都府　八幡市文化センター 大ホール　2月11日（日）宮城県　トークネットホール仙台　2月17日(土）茨城県　水戸市民会館　2月23日（金）千葉県　君津市民文化ホール 大ホール　2月25日（日）静岡県　三島市民文化会館（ゆうゆうホール）3月9日（土）大阪府　南海浪切ホール 大ホール（ランマと松の合同誕生日会を行う）　3月14日（木）東京都　LINE CUBE SHIBUYA 
- ４月26日（金）EX THEATER ROPPONGIにて綾小路"セロニアス"翔 BIRTHDAY GIG 「捩捩（すじりもじり）のリクエスト」を開催。KISSESによる氣志團の楽曲300曲以上と今までの衣装の中から人気となったものが20曲演奏、着用された。

2024年8月3日（土）～2024年9月19日（木）氣志團-Season3-推しの子分 転生したら氣志團だった件 「追加公演」を全国7ヶ所7公演で行う。
→8月3日（土）富山 オーバード・ホール、8月10日（土）大阪 箕面市文化芸術劇場大ホール、8月11日（日）和歌山 和歌山城ホール大ホール、8月16日（金）東京 J:COMホール八王子、8月17日（土）長野 岡谷市文化会館（カノラホール）大ホール、9月16日（月・祝）熊本 市民会館シアーズホーム夢ホール（熊本市民会館）、9月19日（木）千葉 市川市文化会館大ホール　　　８月16日（金）東京J:COMホール八王子公演が台風の影響で開催見合わせとなる。11月15日（金）に振替公演を同会場にて行う。
- 2024年11月9日（土）、11月10日（日）場所を袖ヶ浦海浜公園から幕張メッセ国際展示場9-11ホールへ移し「シン・氣志團万博」を開催。2日間で約2万8000人を動員する。

### 2025年
- 2025年1月17日（金）～2025年4月26日（土）までの約3ヶ月間、全國ホールGIGツアー2025「シン・氣志團現象」を16カ所19公演で行う。4月26日（土）は追加公演であり綾小路翔の誕生日GIGでもある。

→1月17日（金）埼玉 戸田市文化会館、1月19日（日）大阪 枚方市総合文化芸術センター 関西医大 大ホール、1月25日（土）静岡 焼津文化会館 大ホール（光ちゃんの誕生日会を行う）、1月31日（金）岡山 倉敷市芸文館、2月7日（金）東京 LINE CUBE　SHIBUYA(渋谷公会堂）、2月9日（日）高知 しまんとぴあ しまんとホール、2月11日（火・祝）岐阜 土岐市文化プラザ サンホール、2月15日（土）宮城 トークネットホール仙台 大ホール、2月16日（日）山形 シェルター南陽ホール（南陽市文化会館）、2月23日（日）群馬 高崎芸術劇場 大会場、3月2日（日）千葉 君津市文化ホール 大ホール（ランマの誕生日会を行う）、3月8日（土）福島 須賀川市文化センター、3月21日（金）福岡 福岡国際会議場 メインホール（松の誕生日会を行う）、3月23日（日）滋賀 野洲文化ホール、4月5日（土）大阪 南海浪切ホール、4月12日（土）神奈川 厚木市文化会館 大ホール、4月19日（土）北海道 札幌市教育文化会館 大ホール、4月20日（日）北海道 七飯町 文化センター、【追加公演】4月26日（土）東京 LINE CUBE SHIBUYA（渋谷公会堂）（綾小路翔の誕生日会を行う）この公演で8月17日の日比谷野音ワンマンGIGと2025年の氣志團万博の発表がされた。

## 衣装による問題
2011年2月23日、「MTVジャパンの番組で氣志團が着た衣装が、ナチス親衛隊のようだ」とされ、同年2月28日、アメリカ・ロサンゼルスに本部があるユダヤ人団体サイモン・ウィーゼンタール・センターは、「ナチス親衛隊のような制服で、衝撃と失望を感じた」「弁解の余地もない行為だ」などして、1995年に起きたマルコポーロ事件と同様の強い調子で、この行為を非難した。これに対し、氣志團は謝罪した。

## 氣志團万博
始まりは2003年に当時の新日鉄君津製鉄所内の広大な敷地を利用した氣志團単独フェスとして開催され大成功を収めた。2006年には富士急ハイランドにて開催。2012年以降、会場を千葉県の袖ヶ浦海浜公園に移して毎年9月に行われている地域密着型の対バン形式2ステージ制野外ロック・フェスティバルとしてシリーズ化。関係各位の協力や協賛を増やし年々変化を見せていく。他のフェスとは一線を画す、豪華でライブに実力のあるアーティストが出演している。
2024年からは幕張メッセでの屋内フェスになった。理由は天候であると、2024年11月9日の氣志團万博の中で語られた。

## ディスコグラフィー

### メジャー

#### シングル
| 枚                        | 発売日          | タイトル                                      | 規格品番        | オリコン 最高位                        |
| 東芝EMIレーベル           | 東芝EMIレーベル | 東芝EMIレーベル                               | 東芝EMIレーベル | 東芝EMIレーベル                        |
| ------------------------- | --------------- | --------------------------------------------- | --------------- | -------------------------------------- |
| 1st                       | 2002年5月29日   | One Night Carnival                            | TOCT-4391       | 20位(インディーズ盤) 7位（メジャー盤） |
| 2nd                       | 2002年9月4日    | 恋人/Love Balladeは歌えない                   | TOCT-4414       | 5位                                    |
| 3rd                       | 2003年6月11日   | スウィンギン・ニッポン                        | TOCT-4510       | 5位                                    |
| 4th                       | 2003年10月29日  | SECRET LOVE STORY                             | TOCT-4597       | 7位                                    |
| 5th                       | 2004年2月18日   | キラ キラ!                                    | TOCT-4675       | 7位                                    |
| 6th                       | 2004年6月16日   | 結婚闘魂行進曲「マブダチ」                    | TOCT-4724       | 6位                                    |
| 7th                       | 2004年9月1日    | 族                                            | TOCT-4758       | 6位                                    |
| 8th                       | 2005年3月2日    | 夢見る頃を過ぎても                            | TOCT-4845       | 7位                                    |
| 9th                       | 2005年6月15日   | 俺達には土曜日しかない                        | TOCT-22263      | 4位                                    |
| 10th                      | 2005年9月7日    | You & Me Song                                 | TOCT-22264      | 7位                                    |
| 11th                      | 2006年8月9日    | The アイシテル （KISHIDAN 名義）              | TOCT-40014      | 14位                                   |
| 影別苦須 虎津苦須レーベル |                 |                                               |                 |                                        |
| 12th                      | 2009年11月11日  | さよなら世界/おまえだったんだ                 | AVCD-31738      | 17位                                   |
| 13th                      | 2010年9月1日    | 愛してナイト!                                 | AVCD-31896      | 33位                                   |
| 14th                      | 2011年12月7日   | MY WAY                                        | AVCD-48273      | 16位                                   |
| 15th                      | 2012年9月5日    | SUPER BOY FRIEND                              | AVCD-48523      | 25位                                   |
| 16th                      | 2013年9月11日   | One Night Carnival 2013                       | AVCD-48704      | 24位                                   |
| 17th                      | 2014年5月21日   | 喧嘩上等                                      | AVCD-48996      | 5位                                    |
| 18th                      | 2015年2月25日   | 幸せにしかしねーから                          | AVCD-83190      | 7位                                    |
| 19th                      | 2015年6月17日   | Don't Feel,Think!!                            | AVCD-83310      | 10位                                   |
| 20th                      | 2015年12月9日   | 我ら思う、故に我ら在り                        | AVCD-83409      | 4位                                    |
| 21st                      | 2016年8月24日   | ウィーキャン! （氣志團ときただにひろし 名義） | AVCD-83652      | 31位                                   |
| 22nd                      | 2018年8月8日    | 週末番長                                      | AVCD-94124      | 18位                                   |
| 23rd                      | 2020年2月26日   | 今日から俺たちは!!                            | AVCD-94706      | 27位                                   |

#### 配信限定シングル
| 発売日         | タイトル                                         |
| -------------- | ------------------------------------------------ |
| 2004年1月1日   | The Best 3                                       |
| 2010年2月24日  | オレたち                                         |
| 2013年4月17日  | SUPERSTAR -adidas Originals Version- (Short Ver) |
| 2014年12月31日 | ジゴロ13                                         |
| 2017年8月30日  | RUNNING MAN                                      |
| 2020年9月23日  | No Rain, No Rainbow                              |
| 2022年12月7日  | タイマン・ファンタジー                           |
| 2023年5月17日  | MY SWEET ALIEN（映画『宇宙人のあいつ』主題歌）   |

#### オリジナル・アルバム
| 枚                        | 発売日          | タイトル                          | 規格品番              | オリコン 最高位 |
| 東芝EMIレーベル           | 東芝EMIレーベル | 東芝EMIレーベル                   | 東芝EMIレーベル       | 東芝EMIレーベル |
| ------------------------- | --------------- | --------------------------------- | --------------------- | --------------- |
| 1st                       | 2002年4月11日   | 1/6 LONELY NIGHT                  | TOCT-24763            | 3位             |
| 2nd                       | 2003年3月26日   | BOY'S COLOR                       | TOCT-25010 TOCT-25011 | 5位             |
| 3rd                       | 2004年3月17日   | TOO FAST TO LIVE TOO YOUNG TO DIE | TOCT-25363 TOCT-25364 | 5位             |
| 4th                       | 2005年10月26日  | 愛 羅 武 勇                       | TOCT-25820            | 7位             |
| 5th                       | 2007年3月28日   | SIX SENSES                        | TOCT-26212            | 14位            |
| 影別苦須 虎津苦須レーベル |                 |                                   |                       |                 |
| 6th                       | 2010年9月15日   | 木更津グラフィティ                | AVCD-38143            | 17位            |
| 7th                       | 2012年4月25日   | 日本人                            | AVCD-38490/B〜C       | 16位            |
| 8th                       | 2016年1月27日   | 不良品                            | AVCD-93336/B/93337    | 7位             |
| 9th                       | 2017年8月9日    | 万謡集                            | AVCD-93701/B/93702    | 13位            |
| 10th                      | 2023年1月1日    | THE YANK ROCK HEROES              | AVCD-63334/B/63335    | 20位            |

#### ベスト・アルバム
| 枚                                        | 発売日                                    | タイトル                                                         | 規格品番                                  | オリコン 最高位                           |
| 東芝EMI→EMIミュージック・ジャパンレーベル | 東芝EMI→EMIミュージック・ジャパンレーベル | 東芝EMI→EMIミュージック・ジャパンレーベル                        | 東芝EMI→EMIミュージック・ジャパンレーベル | 東芝EMI→EMIミュージック・ジャパンレーベル |
| ----------------------------------------- | ----------------------------------------- | ---------------------------------------------------------------- | ----------------------------------------- | ----------------------------------------- |
| 1st                                       | 2004年11月25日                            | 死無愚流 呼麗苦衝音+3                                            | TOCT-25513                                | 5位                                       |
| 2nd                                       | 2008年6月11日                             | KISHIDAN GRATEFUL EMI YEARS 2001-2008房総魂〜SONG FOR ROUTE127〜 | TOCT-26566/7(CD+DVD) TOCT-26568/9(CD)     | 22位                                      |
| 3rd                                       | 2011年12月21日                            | 蔑衆斗 呼麗苦衝音                                                | TOCT-28019                                | 84位                                      |
| 影別苦須 虎津苦須レーベル                 |                                           |                                                                  |                                           |                                           |
| 4th                                       | 2013年9月11日                             | 氣志團入門                                                       | AVCD-38790(CD+DVD) AVCD-38791(CD)         | 8位                                       |

### インディーズ

#### シングル
- One Night Carnival（2001年6月22日、MSR-TIN-043）

#### ミニ・アルバム
- 房総与太郎路薫狼琉（2000年10月6日、MSR-TIN-031）

### 参加作品・コラボレーション作品
- 『THE BLUE HEARTS 2002 TRIBUTE』（THE BLUE HEARTSトリビュートアルバム／2002年8月28日）

M-10「風船爆弾（バンバンバン）」
- 『A.I COMPANY』（ニューロティカトリビュートアルバム／2004年3月17日）

DISC1 M-6「ロックンロール風俗-番外編-PartⅠ」（「木更津プラスティック少年帯feat.まちゃまちゃ」名義）
DISC1 M-7「修豚哀歌Ⅱ（I LOVE YOU なんて言えねえ）」（「白鳥松竹梅 from 氣志團」名義）
DISC1 M-8「ロックンロール風俗-番外編-PartⅡ」（「木更津プラスティック少年帯feat.まちゃまちゃ」名義）
DISC1 M-9「Girl in KAGURAZAKA 神楽坂の女」（「白鳥松竹梅 from 氣志團」名義）
- 『Matchy Tribute』（近藤真彦トリビュートアルバム／2006年1月25日）

M−1「ケジメなさい」（「綾小路翔 loves DJ OZMA×XARAZOO」名義）
- 『ユニコーン・トリビュート』（UNICORNトリビュートアルバム／2007年10月24日）

Disc2／M-3「SUGAR BOY」（「星グランマニエと東京シュガー・ボーイズ」名義）
- 『Sirius〜Tribute to UEDA GEN〜』（上田現（レピッシュ）追悼トリビュートアルバム／2008年9月24日）

M-9「夕焼けロック」（「星グランマニエと白鳥ブラザーズ（from氣志團）」名義）
- 『Two』（THE BK SOUND／2011年7月6日）

M-7 「SAKE・YO feat.RED RICE（from湘南乃風）&綾小路翔（from氣志團）」
- 『ALL TIME SUPER GUEST』（布袋寅泰トリビュートアルバム／2011年8月17日）

M-2「DIVING WITH MY CAR」
- 『PUFFY COVERS』（PUFFYトリビュートアルバム／2012年7月4日）

M-9「マイストーリー」
- 『PARADE II 〜RESPECTIVE TRACKS OF BUCK-TICK〜』（BUCK-TICKトリビュートアルバム／2012年7月4日）

M-5「MACHINE」
- 『ユニコーン・カバーズ』（UNICORNカバーアルバム／2013年3月6日）

M-8「人生は上々だ」
- 『STEP IN TO THE NEW WORLD!』（2013年4月17日）

M-1「STEP IN TO THE NEW WORLD!」（土屋アンナ〈愛愛傘〉氣志團」名義）
- 『hide TRIBUTE Ⅶ -Rock SPIRITS-』（hideトリビュートアルバム／2013年12月18日）

M-2「ROCKET DIVE」
- 『しぇからしか!』（2015年11月25日）

M-1「しぇからしか!」（「HKT48 feat. 氣志團」名義）
- 『Plastic Tree Tribute〜Transparent Branches〜』（Plastic Treeトリビュートアルバム／2017年9月6日）

M-2「プラットホーム」
- 『TRIBUTE OF MUCC -縁[en]-』（MUCCトリビュートアルバム／2017年11月22日）

M-2「謡声（ウタゴエ）」
- 『アッコがおまかせ 〜和田アキ子50周年記念トリビュート・アルバム〜』（和田アキ子トリビュートアルバム／2018年9月5日）

M-11「Shut Up!」
- 『東京スカパラダイスオーケストラ トリビュート集 楽園十三景』（東京スカパラダイスオーケストラトリビュートアルバム／2019年3月13日）

M-11「砂の丘〜Shadow on the Hill〜」
- 『LOVE☆SONG　〜唄を愛したピエロのロックスター人生〜』（ニューロティカ／2019年10月16日）

M-1 「LOVE・SONG feat.綾小路翔（氣志團）」
M-7 「お前の街へGO! feat.綾小路翔（氣志團）」
- 『20200101』（香取慎吾／2020年1月1日）

M-5 「I'm so tired（feat.氣志團）」
- 『SPEED 25th Anniversary TRIBUTE ALBUM “SPEED SPIRITS”』（SPEEDトリビュートアルバム／2021年11月11日）

M-1「Body & Soul」
- 『10-FEAT』（10-FEETコラボレーションアルバム／2022年3月22日）

M-8「goes on」（feat.氣志團）
- 『仏恥義理　斗璃美勇徒　Ginbae Family Tribute Album』（横浜銀蝿トリビュートアルバム／2024年5月8日）

M-7「It's Only Rock'n Roll集会のテーマ（のれのれRock'n Roll）」
- 『THE ALFEE トリビュート・アルバム　五十年祭』（THE ALFEEトリビュートアルバム／2024年8月14日）

M-8「風曜日、君をつれて」

### VHS
- 氣志團現象① さよならの果実たち （2001年12月6日）
- 氣志團現象② 肌色だけのエンジェル （2002年1月23日）
- 氣志團現象③ 朝日の中のレクイエム （2002年2月27日）

### DVD
- 氣志團現象-外伝-DVD「恋人」（2002年9月26日）
- 氣志團現象完全版-2000-2002- （2003年3月5日）
- 氣志團万博2003 木更津グローバル・コミュニケーション!!〜Born in the toki no K-city〜 （2003年11月27日）
- 氣志團現象大全 -SAMURAI SPIRIT SUICIDE- （2004年7月26日）
- 氣志團現象最終章“THE LAST SONG”in東京ドーム （2005年2月23日）
- 氣志團現象番外編 NEVER ENDING SUMMER （2005年12月7日）
- 氣志團万博2006 極東NEVER LAND 麗舞!麗舞!麗舞!（2006年12月20日）
- 氣志團列島 ―JAPANOLOMANIA―〜NHKスーパーライブ RE-EDIT〜（2008年6月11日）
- 氣志團現象2009 AGAIN AND AGAIN(氣志團現象2009 MIDSUMMER CARAVAN TOUR『ON THE STREET』の各会場での発売。1万本限定）

- 制作総指揮/企画原案 綾小路 翔 『木更津グラフィティ』
  - 木更津グラフィティ #1 （2010年6月16日）
  - 木更津グラフィティ #2 （2010年7月14日）
  - 木更津グラフィティ #3 （2010年8月11日）
  - 木更津グラフィティ #4 （2010年9月15日）
  - 木更津グラフィティ コレクターズBOX<再編集完結番> （2011年3月23日）
- 氣志團現象2010A/W KISHIDAN HALL GIG TOUR ROCK'N'ROLL GRAFFITI （2011年5月25日）
- KISHIDAN DEBUT 10th ANNIVERSARY　KYOKUTO ROCK'N'ROLL HIGH SCHOOL #30 氣志團 VS DJ OZMA 〜おれがあいつであいつがおれで〜（2012年3月28日）
- 氣志團大パニック　綾小路 翔 殺人事件（ツアー「週末大パニック！超激突!!」の各会場のグッズ売場「房総与太郎商店」および、氣志團グッズ販売サイト「房総与太郎商店」ONLINE SHOPでの限定販売）
- 氣志團結成二十周年記念公演「成人式〜YOKOHAMA 20才ごえ〜」（2017年3月22日）

### 楽曲・作詞提供
- 高見沢俊彦
  - 「千年ロマンス」（2007年7月4日） - 作詞：綾小路 翔
  - 「エデンの君」（2010年8月25日） - 作詞：綾小路 翔
- DJ OZMA
  - 「Lie-Lie-Lie」（2007年8月1日） - 作曲：星 グランマニエ・白鳥 松竹梅（双龍名義）
  - 「TOKYO BOOGiE BACK」（2007年11月14日） - 作曲：西園寺 瞳（Gulliver名義）
  - 「人気者で行こう！」（2008年4月16日） - 作曲：星 グランマニエ（星蘭丸名義）
  - 「珍魂歌」（2011年12月7日） - 作曲：西園寺 瞳・星 グランマニエ・白鳥 松竹梅（Gulliver、双龍名義）
- タッキー＆翼
  - 「TINY PIRATES」（2011年3月16日） - 作詞・作曲：綾小路 翔
  - 「愛し尽くす2016」（2015年12月2日） - 作詞：綾小路 翔、作曲：綾小路 翔・星 グランマニエ
- 観月ありさ「I don't mind,if you forget me」（2011年5月25日） - 作詞・作曲：綾小路 翔
- FANTA「Fantastic Love」（2011年7月20日） - 作詞：綾小路 翔
- 恵比寿マスカッツ「ロッポンポン☆ファンタジー」（2011年10月12日） - 作詞：綾小路 翔・恵比寿マスカッツ、作曲：綾小路 翔
- 田原俊彦「Mr. BIG」（2012年6月20日） - 作詞：綾小路 翔
- 山下智久「僕だけの君に」（2012年7月25日） - 作詞：綾小路 翔
- THE SPUNKY「サンダーボルト」（2104年6月9日） - 作曲：西園寺 瞳
- ふなっしー「ぶぎ ぶぎ ふなっしー♪ 〜ふなっしー公式テーマソング第二弾〜」（2014年8月20日） - 作曲：星 グランマニエ・綾小路 翔、編曲：氣志團
- DISH//
  - 「変顔でバイバイ!!」（2014年12月3日） - 作詞：綾小路 翔、作曲：星 グランマニエ
  - 「俺たちルーキーズ」（2015年11月4日） - 作詞：綾小路 翔、作曲：西園寺 瞳
- TUBE「湘南ラブストーリー」（2015年6月17日） - 作詞：綾小路 翔、作曲：西園寺 瞳
- 諸星和己「あさきゆめみし」（2015年6月17日） - 作詞：綾小路 翔
- こんどうようぢ「30th CENTURY BOY」（2015年6月24日） - 作詞：綾小路 翔
- ミルクス本物「北の国から愛を込めて」（2016年3月16日） - 作詞：綾小路 翔
- スルタン・オブ・ザ・ディスコ「Oriental Disco Express」（2016年12月7日） - 日本語詞：綾小路 翔
- BOYS AND MEN「GO!!世侍塾GO!!」（2016年12月14日） - 作詞：綾小路 翔、作曲：星 グランマニエ
- たこやきレインボー「ウエッサイ・ストーリー」（2019年2月27日） - 作詞：綾小路 翔、作曲：西園寺 瞳
- 香取慎吾「I'm so tired (feat.氣志團)」（2020年1月1日） - 作詞・作曲（共作）：綾小路 翔、演奏：氣志團
- 山本譲二＆松居直美「事実は小説よりも奇なり」（2021年4月21日） - 作詞：綾小路 翔
- NEWS 「We are Team NEWS」（2023年8月9日）-作詞：綾小路翔、作曲：星野英彦（BUCK-TICK）編曲：綾小路翔
- Funky Diamond 18
  - 「KING & JOKER」（2024年10月16日） - 作詞：綾小路 翔
- あっとせぶんてぃーん
  - 「メイド in Nippon」（2024年12月18日） - 作詞・作曲：綾小路 翔
- 百田夏菜子
  - 「惚れたが勝ちのI LOVE YOU」（2025年2月12日） - 作詞・作曲：綾小路 翔

## 極東ロックンロール・ハイスクール
- 2011年5月から、デビュー10周年を記念して"THE対バンスタイル"シリーズGIG『極東ロックンロール・ハイスクール』を開催。

| 回         | 開催日   | タイトル                                                                                           | 対バン                         | 会場             | コラボTシャツ   |
| ---------- | -------- | -------------------------------------------------------------------------------------------------- | ------------------------------ | ---------------- | --------------- |
| 1          | 5月9日   | 放課後の道化師達                                                                                   | ニューロティカ                 | 渋谷CLUB QUATTRO | 花くまゆうさく  |
| 2          | 6月28日  | 屋上桟敷の人々                                                                                     | 毛皮のマリーズ                 | Shibuya O-EAST   | 柴田ヨクサル    |
| 3 特別興行 | 7月8日   | 氣志團 & GLAY Presents 極東ロックンロール・ハイスクール×Thank you for your love                    | GLAY                           | Zepp Sendai      | TERU & 綾小路翔 |
| 4          | 7月13日  | 中学まではまともだったのに。                                                                       | Plastic Tree                   | Shibuya O-EAST   | 古屋兎丸        |
| 5          | 7月27日  | ツッパリHigh School Rock'n'Roll （不登校編）                                                       | 神聖かまってちゃん             | LIQUIDROOM       | 古泉智浩        |
| 6          | 8月1日   | ジャイアン vs ブタゴリラ                                                                           | ナイトメア                     | SHIBUYA-AX       | 白根ゆたんぽ    |
| 7          | 8月9日   | なのはなダンシング・オールナイト                                                                   | ヒダカトオル                   | LIQUIDROOM       | まちゃまちゃ    |
| 8          | 8月17日  | Ring!Ring!電話がRingin' Tonight!!                                                                  | the telephones                 | LIQUIDROOM       | 上田三根子      |
| 9          | 8月19日  | 前戯なき戦い                                                                                       | ユニコーン                     | Zepp Tokyo       | いくえみ綾      |
| 10         | 8月22日  | ベルサイユからの転校生                                                                             | Takamiy                        | Zepp Tokyo       | はやかわともこ  |
| 11         | 9月6日   | 超絶魂（ウルトラソウル）                                                                           | グループ魂                     | Zepp Tokyo       | 安斎肇          |
| 12         | 9月9日   | 氣志團パノラマ島へ行く                                                                             | 筋肉少女帯                     | SHIBUYA-AX       | 丸尾末広        |
| 13         | 9月13日  | ENTER THE DRAGON                                                                                   | Dragon Ash                     | SHIBUYA-AX       | 金子ナンペイ    |
| 14         | 9月15日  | 100%男女交際!!                                                                                     | 恵比寿マスカッツ               | SHIBUYA-AX       | みやすのんき    |
| 15         | 9月18日  | ドキッ！丸ごとバナナ 男だらけの吹奏大会                                                            | 東京スカパラダイスオーケストラ | Zepp Tokyo       | 和田ラヂヲ      |
| 16         | 9月26日  | 怖そうで怖くない少し怖いライブ                                                                     | 怒髪天                         | SHIBUYA-AX       | 土田世紀        |
| 17         | 10月4日  | トイスで会おうぜ！                                                                                 | POLYSICS                       | LIQUIDROOM       | カネコアツシ    |
| 18         | 10月11日 | ももクロちゃんに逢えちゃうよぉ〜♡ ウレPギャ〜ス!!                                                  | ももいろクローバーZ            | SHIBUYA-AX       | 江口寿史        |
| 19         | 10月25日 | 魁!!クロマニヨン高校                                                                               | ザ・クロマニヨンズ             | SHIBUYA-AX       | 天野喜孝        |
| 20         | 11月6日  | 夢一夜（ワンナイト・ドリーム・カーニバル）                                                         | 森重樹一                       | LIQUIDROOM       | 喜国雅彦        |
| 21         | 11月8日  | 枕連（マクラーレン）                                                                               | the pillows                    | Shibuya O-EAST   | 木下晋也        |
| 22         | 11月10日 | 3年B組金爆先生                                                                                     | ゴールデンボンバー             | Zepp Tokyo       | シマあつこ      |
| 23         | 11月16日 | サーチアンドデスとロイとグローリアとアレとソレとコレと 恋しさとせつなさと心強さと部屋とYシャツと私 | The Mirraz                     | Shibuya O-EAST   | 伊藤潤二        |
| 24         | 11月21日 | 10 PUNKS                                                                                           | THE MODS                       | SHIBUYA-AX       | 髙橋ヒロシ      |
| 25         | 11月24日 | 呼ばれて 飛び出て ジェジェジェジェイ!!                                                             | J                              | SHIBUYA-AX       | SKULL SHIT      |
| 26         | 11月29日 | さよならは11月のララバイ                                                                           | 吉川晃司                       | SHIBUYA-AX       | 上條淳士        |
| 27         | 12月7日  | 星と屑達のステージ                                                                                 | 藤井フミヤ                     | Zepp Tokyo       | 木梨憲武        |
| 28         | 12月13日 | 三人の若者と六人のおじさんのすべて                                                                 | フジファブリック               | SHIBUYA-AX       | 久保ミツロウ    |
| 29         | 12月14日 | 大きなフィートの木の下で                                                                           | 10-FEET                        | LIQUIDROOM       | みうらじゅん    |
| 30         | 12月21日 | おれがあいつであいつがおれで                                                                       | DJ OZMA                        | Zepp Tokyo       | 漫☆画太郎       |

- 2014年3月より、"THE対バンスタイル"シリーズGIG『極東ロックンロール・ハイスクール 第弐章』を開催。コラボTシャツのイラストは前回と異なり、全公演をイラストレーターの師岡とおるがデザインをした。

| 回 | 開催日  | タイトル                                                                          | 対バン                | 会場                     |
| -- | ------- | --------------------------------------------------------------------------------- | --------------------- | ------------------------ |
| 31 | 3月17日 | デラべっぴんがやって来るっ。みゃあ!みゃあ!みゃあ!                                 | LiSA                  | SHIBUYA-AX               |
| 32 | 3月20日 | 桶狭間爆音合戦!!尾張名古屋の終わらない夜                                          | SPYAIR                | Zepp Nagoya              |
| 33 | 4月9日  | 超絶魂2 お台場大パニック!超激突＼(‘jjj’)／                                        | グループ魂            | Zepp Tokyo               |
| 34 | 4月15日 | 学生服反逆同盟                                                                    | 乃木坂46              | Zepp Diver City Tokyo    |
| 35 | 4月24日 | 熱血硬派ろでおくん、ヤンキー集団に絡まれる、の巻。                                | GRANRODEO             | Zepp Tokyo               |
| 36 | 5月10日 | ロックンローラーは電氣羊の黒い夢を見るか？                                        | 黒夢                  | Zepp Diver City Tokyo    |
| 37 | 5月28日 | 極悪さんぼ～美しくない人間たちの日々～                                            | サンボマスター        | 赤坂BLITZ                |
| 38 | 6月13日 | 13日の金曜日の陶酔                                                                | D'ERLANGER            | TSUTAYA O-EAST           |
| 39 | 6月19日 | The タイマン!! 団長vs團長!! 埼玉vs千葉!! ブサイクvsブサイク!!                     | NoGoD                 | LIQUIDROOM               |
| 40 | 6月26日 | 私立恵比寿中学・私立戸塚水産高校 合同コンサートGIG 略して合コンin Zepp Tokyo 2014 | 私立恵比寿中学        | Zepp Tokyo               |
| 41 | 7月4日  | ジャイアン vs ブタゴリラ BEYOND                                                   | ナイトメア            | EX THEATER ROPPONGI      |
| 42 | 7月16日 | ワンナイト・ネホリーナ・ハホリーナ・ナボリーナ・カーニバル                        | ニューロティカ、PUFFY | 赤坂BLITZ                |
| 43 | 7月19日 | モンパチとドンパチ!!ナハッ!ナハッ!ナハッ!                                         | MONGOL800             | ミュージックタウン音市場 |
| 44 | 7月24日 | THE GREAT ROCK‘N’ROLL SCANDAL in OSAKA                                            | SCANDAL               | Zepp Namba               |
| 45 | 7月26日 | 続・大きなフィートの木の下で in京都                                               | 10-FEET               | KBSホール                |
| 46 | 8月11日 | 妖精達の夏物語                                                                    | T.M.Revolution        | Zepp Tokyo               |

## 出演

### テレビ
- 氣志團×氣志團（2003年12月、フジテレビジョン）
- ももいろ歌合戦（2017年 - 、BS日テレ・フジテレビNEXT・ニッポン放送ほか）
- ZIP! (2022年11月4日 - 2022年11月25日、日本テレビ) - 2022年11月度月替わり金曜パーソナリティー(綾小路のみ)

### テレビドラマ
- 極悪がんぼ 第6話（2014年5月19日、フジテレビ） - 諸子氏武 役（綾小路のみ）
- マジすか学園0 木更津乱闘編（2015年11月28日、日本テレビ）[18]

### ラジオ
- オールナイトニッポン（2001年10月 - 2003年9月、ニッポン放送系） - 綾小路のみ
- 『SCHOOL OF LOCK!』内「氣志團LOCKS!」（2005年10月6日 - 2007年3月29日、JFN系列）

### NHK紅白歌合戦出場歴
| 2004年（平成16年）/第55回                           | 初 | One Night Carnival        |
| 2005年（平成17年）/第56回                           | 2  | One Night Carnival(2回目) |
| * 曲名の後の（○回目）は紅白で披露された回数を表す。 |    |                           |

2006年の第57回紅白での騒動も参照のこと。

### 映画
- 劇場版 仮面ライダーゴースト 100の眼魂とゴースト運命の瞬間（2016年8月6日、東映） - 英雄團 役[19]
  - ベートーベン 役 - 綾小路翔
  - バッハ 役 - 早乙女光
  - モーツァルト 役 - 西園寺瞳
  - ショパン 役 - 星グランマニエ
  - シューベルト 役 - 白鳥松竹梅

### CM
- グリコ乳業「カフェオーレ」 （2004年）
- GMOインターネット「チェインヒーローズ」（2015年）[20]
- UHA味覚糖「コロロ」（2016年）[21]
- 株式会社　杉本本店「黒樺牛」（2017年 - ）

### PV
- ウルフルズ「事件だッ!」- (2001年)[22]
- ももいろクローバーZ「あんた飛ばしすぎ!!」- 早乙女光のみ(2018年)[23]